# Талассотерапия

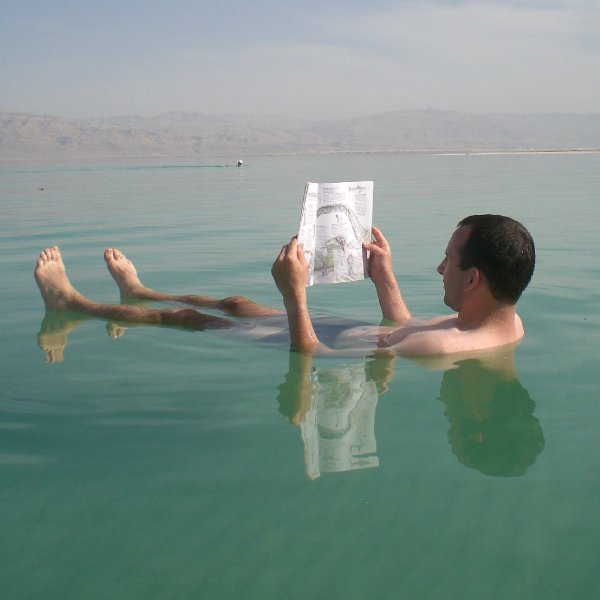
Мужчина плавает в Мёртвом море

Талассотерапи́я (от др.-греч. thalassa — «море» + therapia — «лечение») — лечение морским климатом и купаниями в сочетании с воздушными ваннами, разновидность климатотерапии. Наряду с особенностями климатотерапии (воздушные ванны, солнцелечение, пребывание на морском воздухе) в приморских местностях играют также роль гидротерапевтические воздействия (морские купания, душ с тёплой морской водой, морские грязи и пасты из водорослей).
При талассотерапии микроэлементы магния, калия, кальция, натрия и йода, содержащиеся в морской воде, всасываются через кожу. Эффективность этого метода терапии не была научно доказана. Терапия применяется в различных формах, таких как душ с подогретой морской водой, маски из морской грязи или пасты из водорослей, ингалация морского тумана. Спа-центры производят горячую морскую воду и предоставляют услуги обертываний грязью и водорослями. Этот тип терапии распространен в районе Мертвого моря.

## Противопоказания и ограничения
Талассотерапия противопоказана при всех острых состояниях и хронических заболеваниях в стадии обострения, а также при беременности.